# 一人の部屋
「一人の部屋」（ひとりのへや）は、チューリップの楽曲。財津和夫が作詞・作曲を手掛けた。1972年9月20日に発売されたチューリップの通算2枚目のシングル。

## 解説
両曲ともにボーカルは財津和夫。
前作「魔法の黄色い靴」は業界内での評判は良かったもののチャート成績としては芳しくなく、必然的に地味なライブ活動と練習を続ける日々の中で作成された曲であり、同年12月にはアルバム『君のために生れかわろう』に両曲共に収録された。
ジャケットには「一人の部屋」は「longing for you」、「田舎へ引越そう」は「moving to the country」というように、英語版の楽曲名も併記されている。
ちなみに、「一人の部屋」の曲中で「つまらない」という言葉が合計24回用いられている。
なお、初代プロデューサーの新田和長は後のインタビューで、実験的要素の多さや「心の旅」につながる録音手法の確立、アレンジ、演奏、コーラスなどを理由に、「一人の部屋」をチューリップのベスト曲として挙げている。
また、ストリングスアレンジとリコーダーを担当したのは、当時早大生で、後にオフコースや寺尾聰をプロデュースすることになる武藤敏史で、ローディーとして参加した武藤の一年後輩だった小野良造は、その後長く財津を支えるスタッフとして活動している。
前作同様、業界内での評判は良かったもののこの曲もまた売れず、次が売れなければ福岡に帰されるという危機感をメンバーは募らせていくことになった。
ライブ演奏としては、1973年（9月23日の渋谷公会堂でのライブでも披露されたが、同日のライブ盤『LIVE!! ACT TULIP』ではカットされ、限定版『LIVE ACT TULIP 1973-1979ボックス』に収録されている）、再結成後の1997年に披露されている。財津は、ライブにおいて本曲を「最も売れなかった曲」としばしばネタにしている。

## 収録曲
全曲作詞・作曲：財津和夫 編曲：チューリップ
1. 一人の部屋
2. 田舎へ引越そう

## クレジット
1. 一人の部屋
A.Guitar　Kazuo Zaitsu
Piano & Organ　Tatsuya Himeno
E.Guitar　Toshiyuki Abe
E.Bass　Akira Yoshida
Drums　Masatoshi Ueda
2. 田舎へ引越そう
A.Guitar & Tambourine　Kazuo Zaitsu
Piano & Banjo　Tatsuya Himeno
E.Guitar　Toshiyuki Abe
E.Bass　Akira Yoshida
Drums　Masatoshi Ueda
Special Thanks：Recorder　Toshihumi Muto

*******************************

Songs written by Kazuo Zaitsu
All arranged by Tulip
Strings conducted by Toshihumi Muto

Produced by Shinko Music Pub. Co., Ltd
Producer　Kazunaga Nitta
Engineer　Ken Kosuge
Recorded at Toshiba Recording Studios

Assistance　Shiro Nishida

Art Direction　Hideo Mizutani
Photography Kenji Hata